# Kaspiskt nejonöga
Kaspiskt nejonöga (Caspiomyzon wagneri) är en ryggsträngsdjursart som först beskrevs av Kessler 1870.  Kaspiskt nejonöga ingår i släktet Caspiomyzon och familjen nejonögon. IUCN kategoriserar arten globalt som nära hotad. Inga underarter finns listade i Catalogue of Life.